# Fred Wacker
Fred Wacker,  ameriški dirkač Formule 1, * 10. julij 1918, Chicago, ZDA, † 16. junij 1998, Lake Bluff, ZDA.
Fred Wacker je pokojni ameriški dirkač Formule 1. Debitiral je v sezoni 1953, ko je na Veliki nagradi Belgije dosegel deveto mesto, nastopil pa je še na dveh dirkah, ko pa ni niti štartal. V naslednji sezoni 1954 je nastopil na dveh dirkah in ob ene odstopu je dosegel šesto mesto na predzadnji dirki sezone za Veliko nagrado Italije, kar je njegov najboljši rezultat v karieri, ki pa takrat ni pomenil uvrstitve med dobitnike točk. Umrl je leta 1998.

## Popolni rezultati Formule 1
(legenda) (odebeljene dirke pomenijo najboljši štartni položaj, poševne pa najhitrejši krog, †-uvrščen kljub odstopu)
| Leto | Moštvo         | Šasija          | Motor              | 1   | 2   | 3       | 4     | 5   | 6   | 7       | 8       | 9   | Prv | Toč |
| ---- | -------------- | --------------- | ------------------ | --- | --- | ------- | ----- | --- | --- | ------- | ------- | --- | --- | --- |
| 1953 | Equipe Gordini | Gordini Type 16 | Gordini Straight-6 | ARG | 500 | NIZ DNS | BEL 9 | FRA | VB  | NEM     | ŠVI DNS | ITA | -   | 0   |
| 1954 | Equipe Gordini | Gordini Type 16 | Gordini Straight-6 | ARG | 500 | BEL     | FRA   | VB  | NEM | ŠVI Ret | ITA 6   | ŠPA | -   | 0   |